# Raudvika
Die Raudvika (norwegisch für Rote Bucht) ist eine kleine Bucht an der Von-Bellingshausen-Küste im Osten der antarktischen Peter-I.-Insel. Sie liegt an der Südflanke der Mündung des Hælbreen in die Bellingshausen-See.
Wissenschaftler des Norwegischen Polarinstituts benannten sie 1987 nach der Färbung des Wassers in der Bucht.